# Diga di Ova Spin
La diga di Ova Spin è una diga ad arco situata in Svizzera, nel Canton Grigioni, nel Parco Nazionale Svizzero, sul fiume Spöl.

## Descrizione
Ha un'altezza di 73 metri e il coronamento è lungo 130 metri. Il volume della diga è di 27.000 metri cubi.
Il lago creato dallo sbarramento, il lai da Ova Spin ha un volume massimo di 7,4 milioni di metri cubi, una lunghezza di 4 km e un'altitudine massima di 1630 m s.l.m. Lo sfioratore ha una capacità di 250 metri cubi al secondo.
Le acque del lago vengono sfruttate dall'azienda Ouvras Electricas d'Engiadina.
Nella centrale idroelettrica contenuta nella diga, sono installate 2 turbine Francis per una potenza totale di 50 MW.
Qui vengono anche lavorate le acque del lago di Livigno.